# 吉耶讷

1360年的法國。紅色的吉耶讷是英格蘭領土。

吉耶讷（法語：Guyenne，法語發音：[ɡɥijɛn]）是法国歷史上曾经存在的一个行省，地名和亞奎丹同源，亞奎丹的艾莉諾和英王亨利二世的婚姻，使英王成為亞奎丹的領主，1259年的巴黎條約之後，吉耶讷和亞奎丹在定義開始有所區分。百年戰爭後再度成為法國領土，17世紀和加斯科涅合併。